# Kyle Reese
Kyle Reese is een personage uit de Terminator-franchise. Hij is de protagonist in de eerste film, waarin hij wordt gespeeld door Michael Biehn. Verder komt hij voor in televisieserie, gespeeld door Jonathan Jackson, en komt voor in de vierde film, gespeeld door Anton Yelchin. hij komt ook voor in de vijfde film, gespeeld door Jai Courtney.

## Personage
Kyle Reese (DN38416) is een soldaat uit de toekomst. Hij vecht daarin met het verzet tegen het computernetwerk Skynet, dat de wereld heeft overgenomen. Reese is opgegroeid in de oorlog, en een van de laatste mensen die een overwinning heeft weten te boeken over de machines.
Reese is een ervaren vechter. Hij heeft veel ervaring met het strijden tegen de Terminators van Skynet. De oorlog heeft Reese zowel lichamelijk als mentaal verhard. Zijn lichaam vertoont littekens van veel gevechten.

## Rol in de films

### VoorThe Terminator
Reese heeft in een concentratiekamp van Skynet gezeten, waar hij moest werken als Sonderkommando. Hij werd uiteindelijk bevrijd door het verzet, onder leiding van John Connor. Hierna vocht Reese mee in het verzet.
Reese is aanwezig bij de laatste aanval, waarbij Skynet werd overwonnen door het verzet. Hij is echter ook getuige van Skynets laatste wanhoopspoging het verzet te stoppen: door een Terminator terug te sturen in de tijd en Sarah Connor, de moeder van John Connor, te doden voordat John geboren kan worden. Beseffend wat Skynet van plan is, kiest John Reese uit om ook terug te gaan in de tijd en Sarah te beschermen.

### The Terminator
Bij aanvang van de eerste film arriveert Reese in het jaar 1984. Zonder wapens of kennis van hoe de Terminator eruitziet, spoort hij Sarah op en waarschuwt haar voor het gevaar. Hoewel Sarah Reese eerst wantrouwend is, gaat ze noodgedwongen met hem mee wanneer de Terminator opduikt.
Wat Reese niet weet is dat John hem om een speciale reden heeft gekozen voor de missie. Hij is Johns vader. Tijdens de film, terwijl Sarah en Reese vluchten voor de Terminator, worden ze verliefd. De twee delen een intieme nacht, waarbij John wordt verwekt.
Terwijl hij in het verleden is, ziet Reese de wereld van voor de oorlog. De schoonheid hiervan wordt hem te veel, en hij is ervan overtuigd dat hij dit nooit had mogen zien. Sarah overtuigt hem te proberen het verleden te veranderen, en de komst van Skynet te verhinderen. Reese wordt echter gedood door de Terminator. Reese slaagt er nog wel in de Terminator gedeeltelijk op te blazen, waarna Sarah zijn restanten vernietigt met een hydraulische pers.
Reese' lichaam wordt naderhand meegenomen door de politie. Sarah blijft alleen achter. Maar Reese' moed en kracht zetten haar ertoe aan om John te trainen voor zijn toekomstige rol.

### Terminator 2
In een aanvankelijk verwijderde scène uit Terminator 2: Judgement Day droomt Sarah dat Reese haar op komt zoeken in de inrichting waar ze verblijft. De scène is teruggezet in de "Special Edition" van de dvd.

### Terminator: The Sarah Connor Chronicles
In de televisieserie Terminator: The Sarah Connor Chronicles komt Reese een paar keer voor. Tevens blijkt hij in de serie nog een broer te hebben, Derek, die ook een soldaat in het verzet is.
In de aflevering Dungeons & Dragons is te zien hoe Reese en zijn broer elkaar kwijt raken, kort voordat Reese naar het verleden wordt gestuurd voor zijn taak. Reese wordt in de serie tevens gezien als een kind van acht in de aflevering What He Beheld.

### Terminator Salvation: The Future Begins
Reese als tiener in Terminator Salvation: The Future Begins, gespeeld door Anton Yelchin.

## Achter de schermen
Oorspronkelijk zou naast Reese nog een tweede soldaat genaamd Sumner worden teruggestuurd in de tijd. Hij zou bij aankomst echter sterven omdat door een fout met de tijdpoort hij in een brandtrap terechtkomt.
Michael Biehn kreeg bijna niet de rol van Reese omdat hij bij de audities met een zuidelijk accent praatte. Dit omdat hij eerder die dag auditie had gedaan voor een rol in de toneelproductie van Cat on a Hot Tin Roof, waarvoor hij dit accent moest gebruiken. Nadat zijn agent dit had uitgelegd aan de producers, kreeg hij een tweede kans. Ditmaal wel met succes.